# LaLa TV
女性チャンネル ♪ LaLa TV（じょせいチャンネル ララ・ティービー）はディスカバリー・ジャパン株式会社が運営する、女性を主なターゲットとした番組を提供するチャンネルである。

## 概要
- ケーブルテレビ局、スカパー!プレミアムサービス、スカパー!（東経110度CS放送）、J:COM、auひかりなどで視聴可能である。視聴可能世帯数は約670万世帯（2012年9月現在）。
- 韓国ドラマ、海外ドラマを中心とする海外のテレビドラマをはじめ、ライフスタイルや占い、ビューティー、料理番組など女性の生活に関する番組が多い。
- 2007年4月よりJ:COMなど一部のケーブルテレビでLaLa TVのHDTV版である「LaLa HD」（現・「女性チャンネル♪LaLa TV（HD）」）の放送を開始した。2008年4月よりJCNの一部放送局や、スカパー!e2（現・スカパー!）でも放送開始した。
  - 2008年7月31日まではチャンネル名は「LaLa TV」のままだったが、放送中のロゴマークやアイキャッチは「LaLa HD」のものを使用。
- 2012年1月、チャンネル名を現在の「女性チャンネル♪LaLa TV」に変更。これに先立ち、2011年8月、フジテレビジョンの栗原美和子がエグゼクティブプロデューサーに就任。フジテレビのCS放送「フジテレビTWO」とのコラボレーションを実施。これによって、フジテレビの過去の名作トレンディドラマの放送を開始。

## 沿革
- 1996年2月1日 - ミサワホームの子会社・ミサワ衛星放送株式会社により、スカイポートTVで「ホームチャンネル」を放送開始。
- 1997年12月1日 - ディレクTV、ヨーロッパの文化を紹介する映画、ドラマ等を中心に放送する「LaLa Europe」を放送開始。
- 2000年
  - 8月14日 - ジュピター・プログラミング（JPC、現在のJCOM メディア事業部門）、ディレクTVよりLaLa Europeの権利を譲受、スカイパーフェクTV!（現・スカパー!プレミアムサービス）（Ch.748、委託放送事業者はジュピターサテライト放送）で放送開始。
  - 9月13日 - JPCの子会社・株式会社ララ・メディア設立。
  - 9月30日 - Ch.748で「LaLa TV」放送開始。
- 2002年
  - 5月1日 - JPCがミサワ衛星放送株式会社の全株式を取得。「ホームチャンネル」とチャンネル統合、旧ホームチャンネルが使用していたCh.372にチャンネル変更（Ch.748でも2002年7月31日まで放送）。
  - 7月1日 - スカイパーフェクTV!2（のちe2 by スカパー!、現・スカパー!）にて放送開始（衛星基幹放送事業者はインタラクティーヴィ）。
  - 12月1日 - 同じくJPCの子会社でCSN1ムービーチャンネル（現・ムービープラス）を運営する株式会社ケーブル・ソフト・ネットワーク（CSN）と合併、社名をジュピターエンタテインメント株式会社に変更。
- 2007年4月1日 - J:COMなど一部のケーブルテレビにて「LaLa HD」放送開始。
- 2008年
  - 4月1日 - ジャパンケーブルネットの一部放送局で「LaLa HD」放送開始。
  - 4月22日 - e2 by スカパー!でハイビジョン放送開始（これに伴いCh.313からCh.314にチャンネル変更）。
  - 8月1日 - e2 by スカパー!でのチャンネル名称を「LaLa HD」に変更。
- 2009年10月1日 - スカパー!HDで「LaLa HD」放送開始。
- 2012年1月1日 - チャンネル名を「女性チャンネル♪LaLa TV」（LaLa HDは「女性チャンネル♪LaLa TV（HD）」）に変更。
- 2016年12月1日 - スカパー!プレミアムサービスの衛星一般放送事業者が、スカパー・ブロードキャスティングからスカパー・エンターテイメントに変更。
- 2023年8月1日 - 日本におけるJCOM傘下の放送事業者並びにワーナー・ブラザース・ディスカバリー傘下の放送事業者再編に伴い、運営（番組供給）事業者がジュピターエンタテインメントからディスカバリー・ジャパンに移管された[1][2]。

## 主な番組
- 海外ドラマ
  - セックス・アンド・ザ・シティ
  - ビバリーヒルズ青春白書
  - クローザー
  - ギルモア・ガールズ
  - ジェシカおばさんの事件簿
  - The Office
  - デスパレートな妻たち
  - ツイン・ピークス
  - 恋するマンハッタン
  - ガブリエル〜不滅の愛〜
  - 魔術師マーリン
- 韓国ドラマ
  - 冬のソナタ
  - 夏の香り
  - オールイン
  - 天国の階段
  - 宮〜ラブ・イン・パレス
  - マジック
  - フルハウス
  - ありがとうございます
  - 私の名前はキム・サムスン
  - 宮廷女官チャングムの誓い
  - チェオクの剣
  - ホテリアー
  - お嬢さまをお願い!
- 国内ドラマ
  - フジテレビ制作のトレンディードラマ
  - 関西テレビ制作のトレンディードラマ
  - 東海テレビ制作の昼ドラマ
- 自主制作ドラマ
  - エンドレスアフェア〜終わりなき情事〜
- ライフスタイル
  - MARTHA
  - LaLa女性外来
  - Dr.コパの住まいる風水（旧ホームチャンネルから引き続き放送）
  - 鏡リュウジの星ものがたり
  - ザ・ウルトラシェフシリーズ（ザ・超人シェフ、ザ・ウルトラシェフExtra）
- その他
  - 連続テレビ小説の過去作品（ちゅらさん、あぐり、ほか）
  - きょうの料理
  - 毎日モーツァルト
  - 少女チャングムの夢
  - チャングムの誓いで学ぶ宮廷料理
  - ノイタミナの女性向けアニメーション作品（のだめカンタービレ、ハチミツとクローバーほか）
  - テンプル・グランディン〜自閉症とともに（原題：Temple Grandin 主演：クレア・デインズ）